# Попов, Александр Васильевич (филолог)
Алекса́ндр Васи́льевич Попо́в (16 ноября 1855 — 26 сентября 1880, обе даты по старому стилю) — украинский филолог, представитель Харьковской лингвистической школы.

## Биография
Попов родился в Дружелюбовке Купянского уезда Харьковской губернии в семье священника. Окончил курс в Харьковском университете на историко-филологическом факультете.
В 1879 г. получил золотую медаль за сочинение: «Синтаксические особенности винительного в Санскрите». Сотрудничал с журналом «Филологические записки», издававшемся в Воронеже по редакцией А. А. Хованского.
В некрологе Попова, написанном А. А. Потебней, последний признает смерть Попова большой потерей для русской филологии, почтив его память строками из украинской песни.

## Научные публикации
- Сравнительный курс русской и древне-церковно-славянской грамматики. Сост. Гутников («Филологические записки» , 1878, VI).
- Сравнительный синтаксис именительного, звательного и винительного падежей в Санскрите, Зенде, Греч., Лат., Литов., Латыш. и Славянских наречиях (там же: 1879 г., IV—VI, 1880 г., I—V, 1881 г., II); это сочинение должно было стать магистерской диссертацией Попова.
- Оборот «что за» (was fur ein) и сродных с ним (там же, 1879, II).